# Bahnhof Ringsheim

Ringsheim, seit 2021 auch Ringsheim/Europa-Park, ist ein ehemaliger Bahnhof und heutiger Haltepunkt in der baden-württembergischen Gemeinde Ringsheim. Er ist die nächstgelegene Bahnstation zum Europa-Park und wird deswegen auch von einzelnen Zügen des Schienenpersonenfernverkehrs bedient. Seine Anschrift lautet Bahnhofstraße 5.

## Geschichte
1845 wurde der Abschnitt Offenburg–Freiburg der Bahnstrecke Mannheim–Basel eröffnet und führte am westlichen Ortsrand von Ringsheim vorbei. Die nächste Station war der, vom Ort 0,6 Wegstunden entfernte, Haltepunkt Orschweier. Der Haltepunkt Ringsheim ging 1869 in Betrieb.
Am 1. April 1897 wurde die Station Ringsheim für den unbeschränkten Güterverkehr eröffnet. 1902 wurde ein Empfangsgebäude errichtet.
Der Bahnhof wurde von zwei mechanischen Stellwerken der Bauform Einheit gesteuert. Diese wurden 1970 außer Betrieb genommen und der Bahnhof zu einem Haltepunkt zurückgebaut. 1973 wurde das Empfangsgebäude abgerissen.
Anlässlich der im Juni 2021 begonnenen vereinzelten Fernverkehrsanbindung änderte die DB Station&Service im Dezember 2021 ihre Bezeichnung für die Betriebsstelle in Ringsheim/Europa-Park am Stationsschild und in den Auskunftsmedien, nachdem bereits zuvor unter einem Teil der Stationsschilder auf einem eigenen Schild der Zusatz Europa-Park stand. Der Name im Betriebsstellenverzeichnis blieb unverändert bei Ringsheim. Im Februar 2022 wurde am Haltepunkt ein multimodaler Verkehrsknoten mit Bushaltekanten, Fahrradstellplätzen und Parkplätzen eröffnet.
Die beiden Außenbahnsteige haben eine Höhe von 38 Zentimetern und eine Nettobaulänge von 210 Metern.
Die Planungen der Ausbau- und Neubaustrecke Karlsruhe–Basel beinhalten im Bereich des Haltepunkts den viergleisigen Ausbau der Trasse. Zum Planungsstand von Ende 2023 waren dabei der Neubau von Außenbahnsteigen nördlich der Hauptstraße und einem zusätzlichen Hauptzugang von der Schulstraße aus mit zusätzlichen Parkplätzen sowie bei der Gestaltung der Station die Berücksichtigung des „Verkehrsanteils für den Europa-Park Rust“ vorgesehen.

## Verkehr
Mit dem Beginn des Fahrplanjahres 2005 wurde das Regionalverkehrsangebot mit einem zusätzlichen Halt der Regional-Express-Linie Offenburg–Basel Bad Bf verbessert.
Um die Anbindung des Europa-Parks weiter zu verbessern, erhielt der Haltepunkt im Juni 2021 Anschluss an den internationalen Fernverkehr: Der EuroCity-Express (ECE) Frankfurt (Main)–Milano Centrale verbindet seither mit einem Zugpaar täglich Ringsheim mit mehreren Städten in Deutschland, der Schweiz und Italien. Mit der Verlegung des Haltes des täglichen TGV Freiburg–Paris von Emmendingen nach Ringsheim wurde das Fernverkehrsangebot im Dezember 2022 erweitert. Im Juni 2023 folgte zusätzlich eine saisonale wöchentliche TGV-Verbindung von Freiburg nach Bordeaux. Im April 2025 starteten die SBB unter dem Markennamen Railcoaster eine Verbindung von Zürich nach Ringsheim.
Die Bahnsteiglänge in Ringsheim reicht für die als ECE und den RailCoaster eingesetzten SBB RABe 501 und den TGV aus, während die meisten übrigen auf der Strecke fahrenden Fernverkehrszüge zu lang sind.
| Linie/Zug- gattung | Verlauf | Taktfrequenz                                | Betreiber                         |
| ------------------ | --- | ------------------------------------------- | --------------------------------- |
| ECE 85             | Frankfurt (Main) Hbf – Mannheim Hbf – Ringsheim – Basel Bad Bf – Basel SBB – Zürich HB – Arth-Goldau – Bellinzona – Milano Centrale | ein Zugpaar täglich                         | DB Fernverkehr / SBB / Trenitalia |
| TGV                | Freiburg (Breisgau) Hbf – Ringsheim – Lahr – Offenburg – Straßburg – Paris Est | ein Zugpaar täglich                         | DB Fernverkehr / SNCF             |
| TGV                | Freiburg (Breisgau) Hbf – Ringsheim – Lahr – Offenburg – Straßburg – Lorraine TGV – Meuse TGV – Champagne-Ardenne TGV – Paris Aéroport CDG TGV – Marne la Vallée-Chessy (Disneyland Paris) – Massy TGV – St-Pierre-des-Corps – Poitiers – Angoulême – Bordeaux-St-Jean | ein Zugpaar wöchentlich                     | DB Fernverkehr / SNCF             |
| IC                 | Zürich HB – Basel SBB – Ringsheim | ein Zugpaar täglich Sa/So im Sommerhalbjahr | SBB                               |
| RE 7               | (Karlsruhe –) Offenburg – Lahr (Schwarzw) – Ringsheim – Freiburg (Breisgau) – Bad Krozingen – Müllheim (Baden) – Basel Bad Bf (– Basel SBB) | Zweistundentakt                             | DB Regio                          |
| RB26               | (Müllheim (Baden) – Buggingen – Heitersheim – Bad Krozingen – Norsingen – Schallstadt – Ebringen –) (einzelne Züge wochentags) Freiburg (Breisgau) Hbf – (Freiburg-Herdern → Freiburg-Zähringen →) (ein Zug morgens in Tagesrandlage) Gundelfingen (Breisgau) – Denzlingen – Kollmarsreute – Emmendingen – Teningen-Mundingen – Köndringen – Riegel-Malterdingen – Kenzingen – Herbolzheim (Breisgau) – Ringsheim – Orschweier – Lahr (Schwarzw) – Friesenheim (Baden) – Offenburg Stand: Fahrplanwechsel Dezember 2022 | 60 min                                      | DB Regio                          |

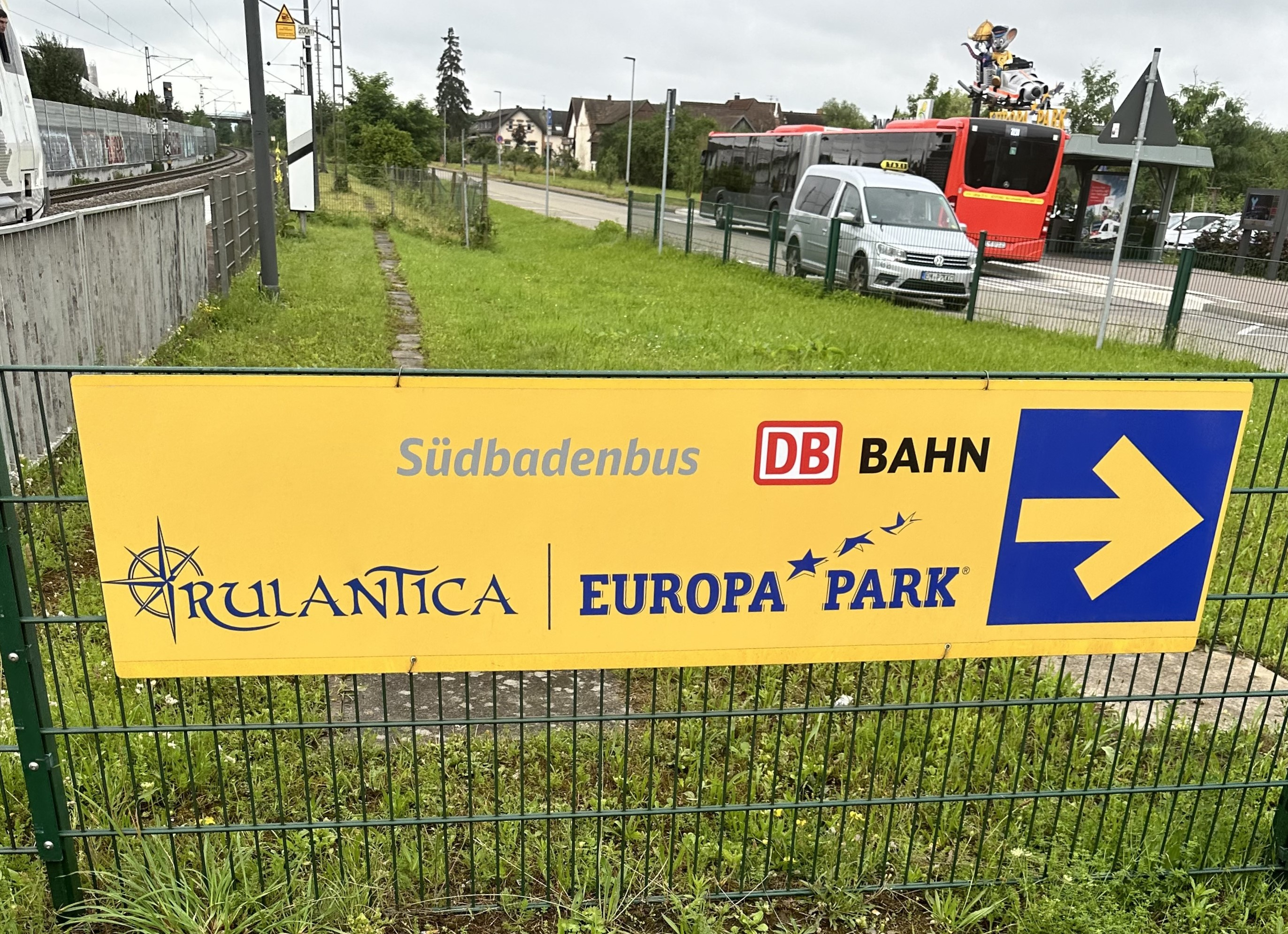
Wegweiser am Bahnhof (neben Gleis 1)

Die Anbindung zum Europa-Park und zum Wasserpark Rulantica erfolgt mittels der Buslinie 7231.